# Jardin des étangs Gobert
Le jardin des étangs Gobert est un jardin public à Versailles.
Il fut aménagé sur l'emplacement des réservoirs construits par Thomas Gobert, intendant de Louis XIV, pour alimenter les fontaines de la partie basse du parc du Château de Versailles.

## Description
Son nom provient de sa destination historique : il a conservé sa forme de bassin lors de sa transformation : ainsi, la Ville de Versailles ouvre le jardin des étangs Gobert en 2014 pour redonner vie aux anciens réservoirs des fontaine du château de Versailles, laissés jusque-là l’abandon. Il forme un nouvel accès vers la gare de Versailles Chantiers.
Conçu par l’équipe composée de Michel Desvigne pour le paysage et d’Inessa Hansch pour la création de la pièce de mobilier, ce nouveau jardin, longtemps laissé à l’abandon, se situe dans un bassin de stockage des eaux construit au XVIIe siècle pour alimenter les fontaines du château. Il se trouve dans la continuité de l’avenue de Sceaux, l’une des trois branches du « trident » urbain conçu par André Le Nôtre.

## Réhabilitation
Réalisée dans le cadre du réaménagement du pôle multimodal de la gare des Chantiers conduit par Jean-Marie Duthilleul et l’agence AREP, cette réhabilitation permet de créer un espace de détente et de promenade à proximité de la gare, tout en améliorant l’accessibilité du quartier par un parcours de circulations douces. Inaugurée en 2014, elle comprend la création d’une promenade haute, d’un cheminement qui se prolonge par une passerelle en acier et l’aménagement paysager de l’étang carré de 6 500 m2.
Pour préserver le caractère historique existant de l’étang, Michel Desvigne a opté pour un éclaircissement de la masse boisée contenue entre les murs. De petits bosquets d’arbres ont été sculptés et ont permis de dégager des clairières. C’est au centre du jardin qu’une étonnante structure en béton servant de banc a été conçue par Inessa Hansch. Ce long et élégant serpent blanc lové sur lui-même introduit une clairière au centre du jardin.
Une controverse eut lieu à propos du coût du banc,,, jugé excessif par l'opposition du conseil municipal de la ville de Versailles. Le maire François de Mazières répondit que le cout global du réaménagement du quartier avait largement baissé, et qu'il s'agissait en fait de plusieurs bancs.

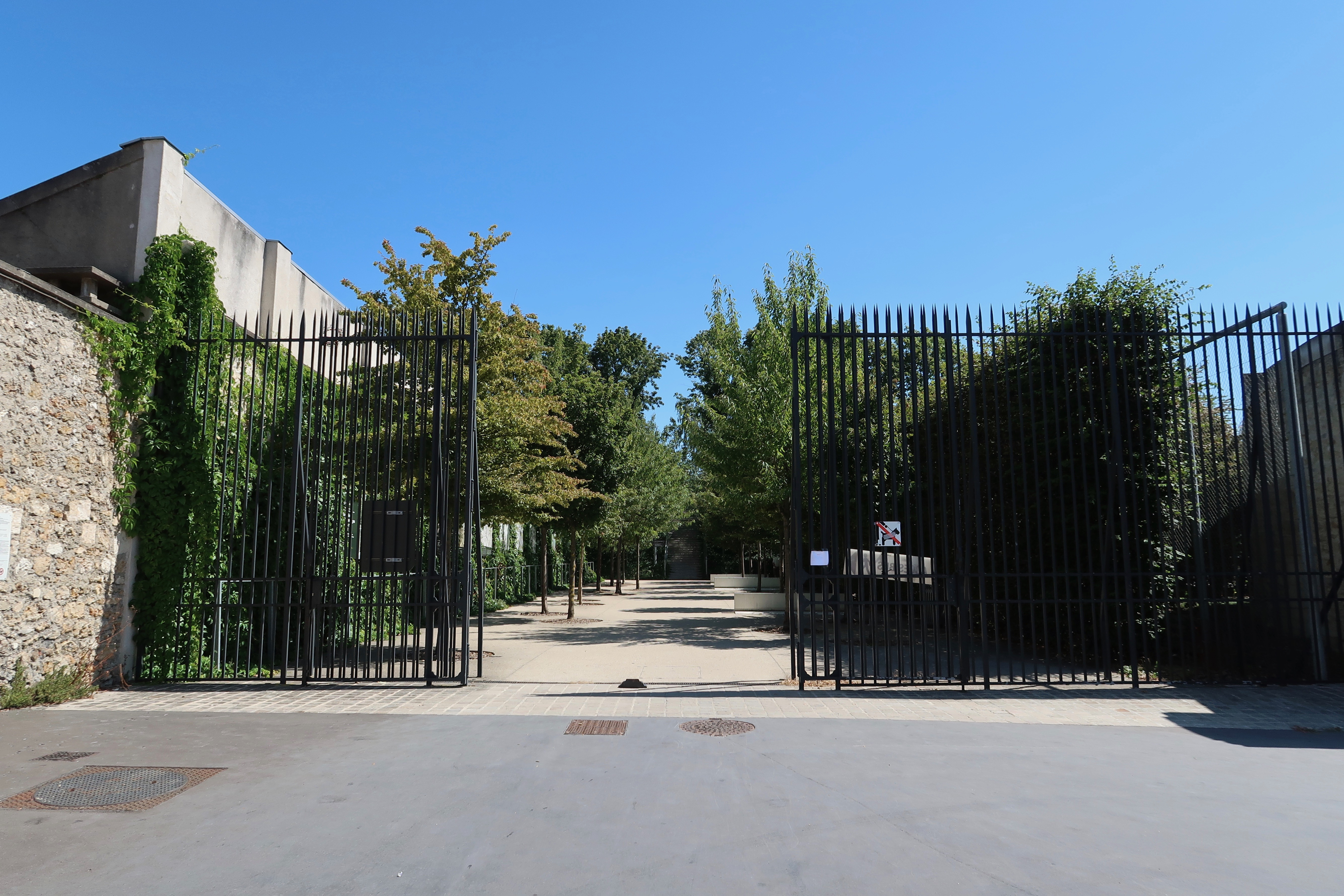
Une des entrées.
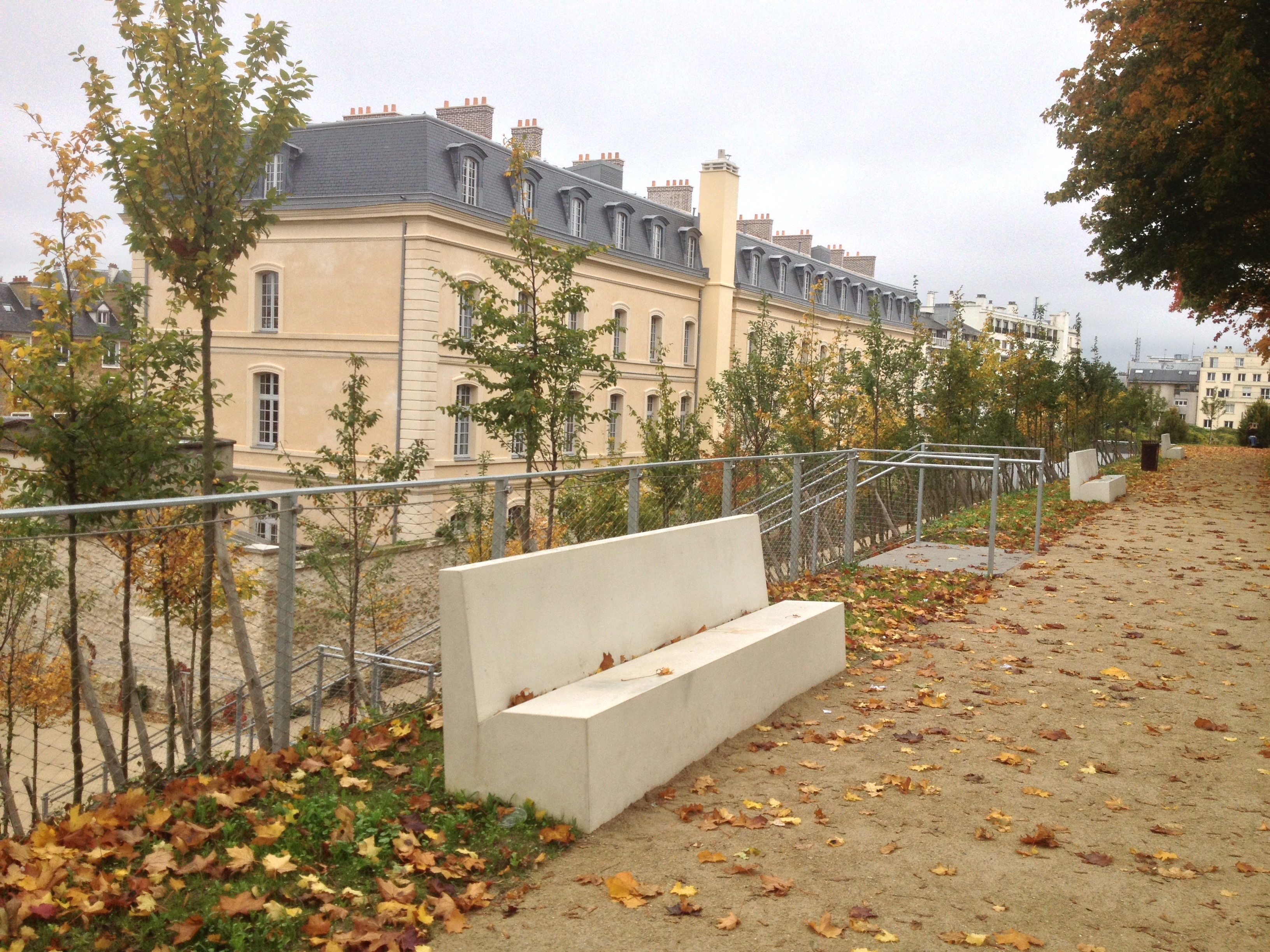
Bancs du jardin.
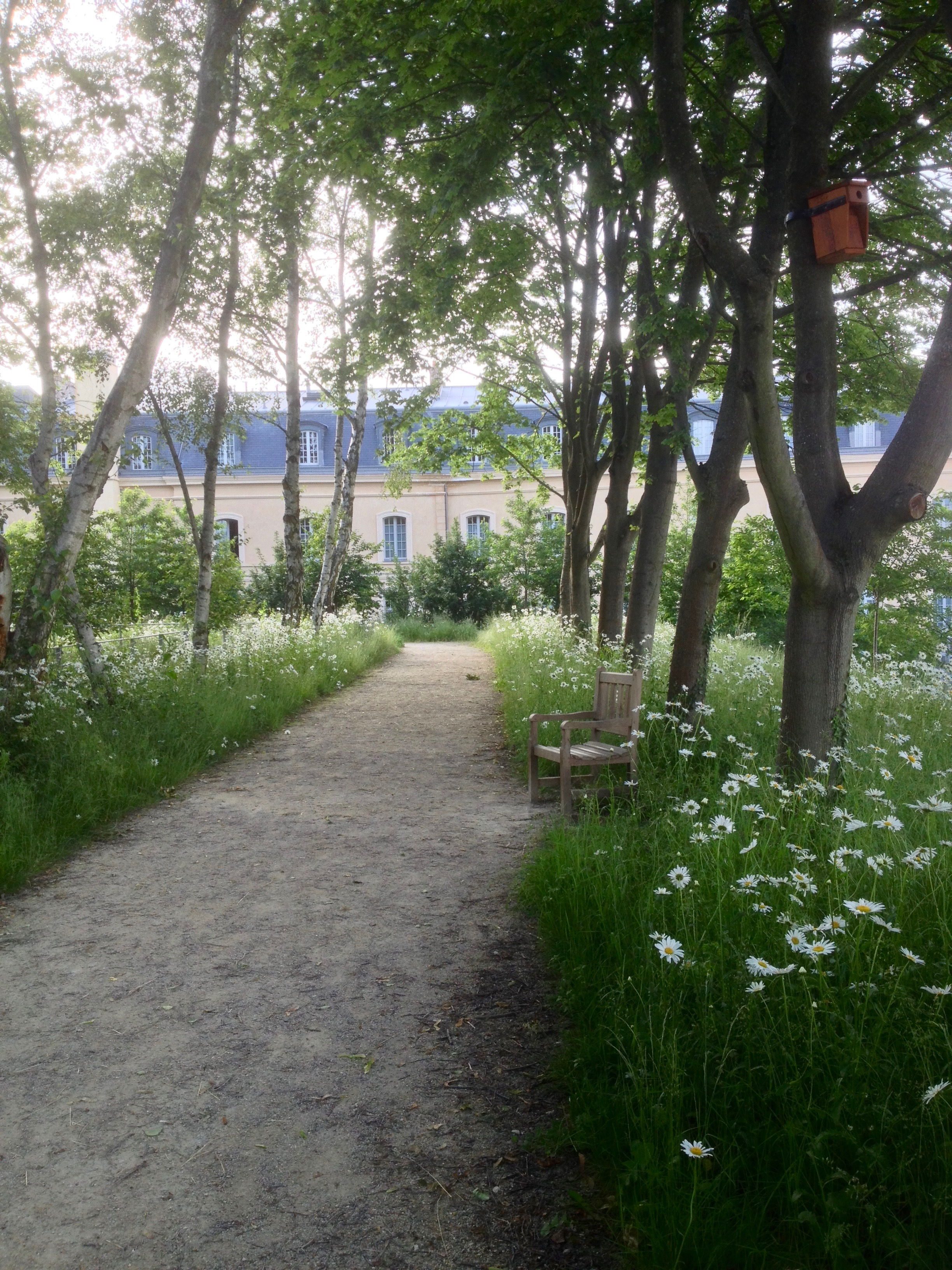
Allée.

### Square des Francine
Le square des Francine a également rouvert en 2016, à proximité après plusieurs années de restauration. Ce square est désormais composé de trois parties distinctes : une aire de jeux pour les enfants, une fontaine « sèche » dans laquelle il est possible de se mouiller et un petit labyrinthe de verdure.